# Ieoh Ming Pei
Ieoh Ming Pei (Cantão, 26 de abril de 1917 — Nova Iorque, 16 de maio de 2019) foi um arquiteto sino-estadunidense. Nascido em Guangzhou, criado em Hong Kong e Xangai, Pei se inspirou desde cedo nas vilas com jardim de Suzhou, o retiro tradicional da nobreza acadêmica ao qual sua família pertencia. Em 1935, mudou-se para os Estados Unidos e matriculou-se na escola de arquitetura da Universidade da Pensilvânia, mas rapidamente foi transferido para o Instituto de Tecnologia de Massachusetts.

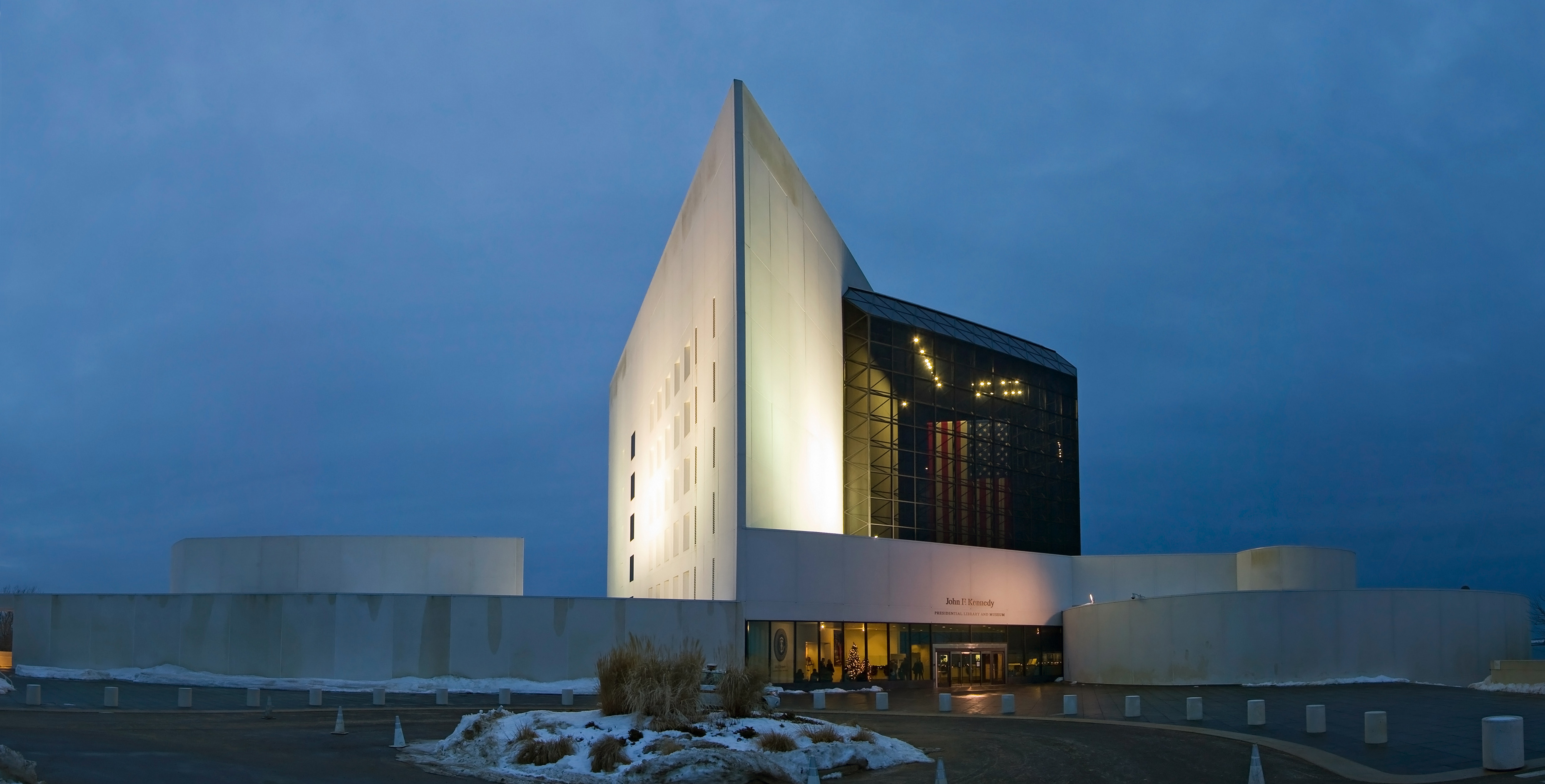
Pei considerou a Biblioteca John F. Kennedy "a obra mais importante" de sua vida.

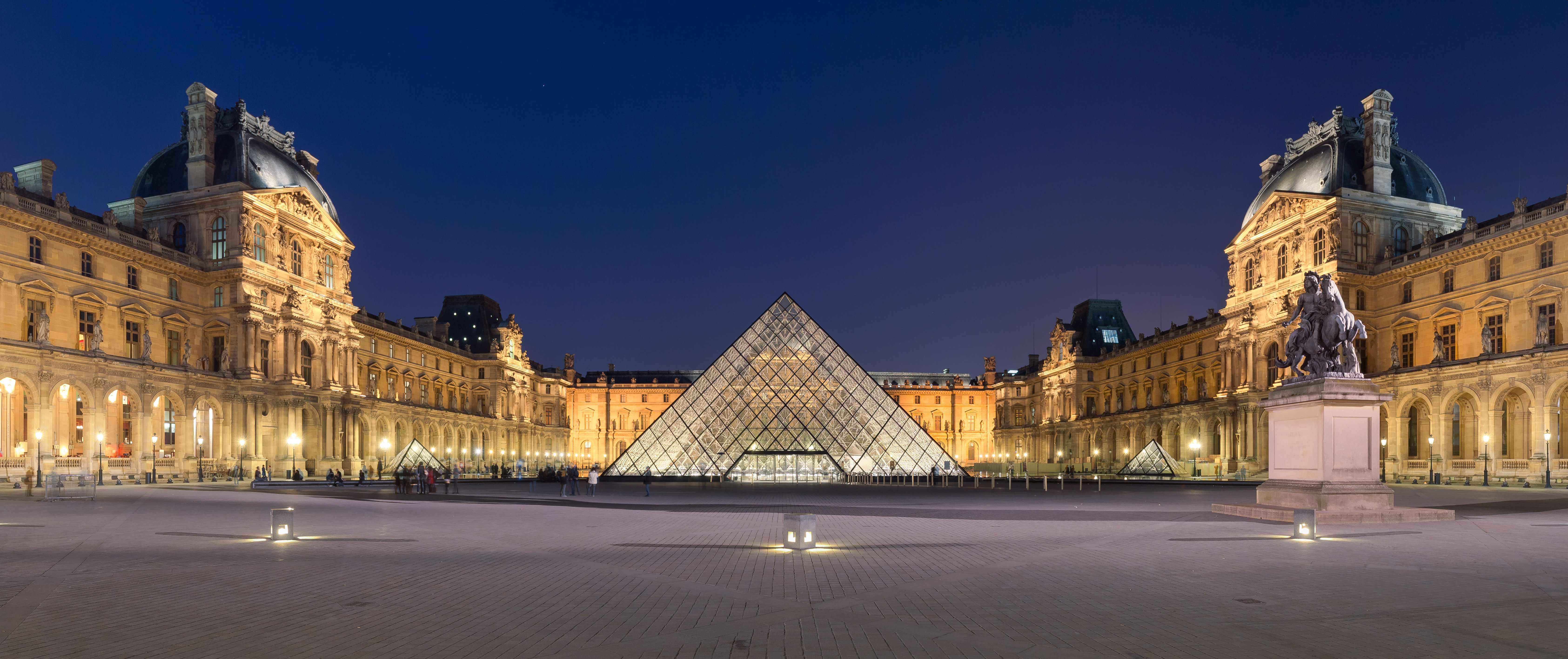
Pei decidiu que uma pirâmide era "mais compatível" com as outras estruturas do Louvre, complementando os planos facetados de seus telhados.

Ele estava insatisfeito com o enfoque de ambas as escolas em arquitetura Beaux-Arts e passava seu tempo livre pesquisando arquitetos emergentes, especialmente Le Corbusier. Depois de se formar, ele ingressou na Harvard Graduate School of Design (GSD) e tornou-se amigo dos arquitetos da Bauhaus Walter Gropius e Marcel Breuer. Em 1948, Pei foi recrutado pelo magnata imobiliário de Nova York William Zeckendorf, para quem trabalhou por sete anos antes de estabelecer uma empresa de design independente em 1955, IM Pei & Associates. Em 1966, tornou-se IM Pei & Partners e em 1989 tornou-se Pei Cobb Freed & Partners. Pei aposentou-se da prática de tempo integral em 1990. Em sua aposentadoria, ele trabalhou como consultor de arquitetura, principalmente no escritório de arquitetura de seus filhos, Pei Partnership Architects.

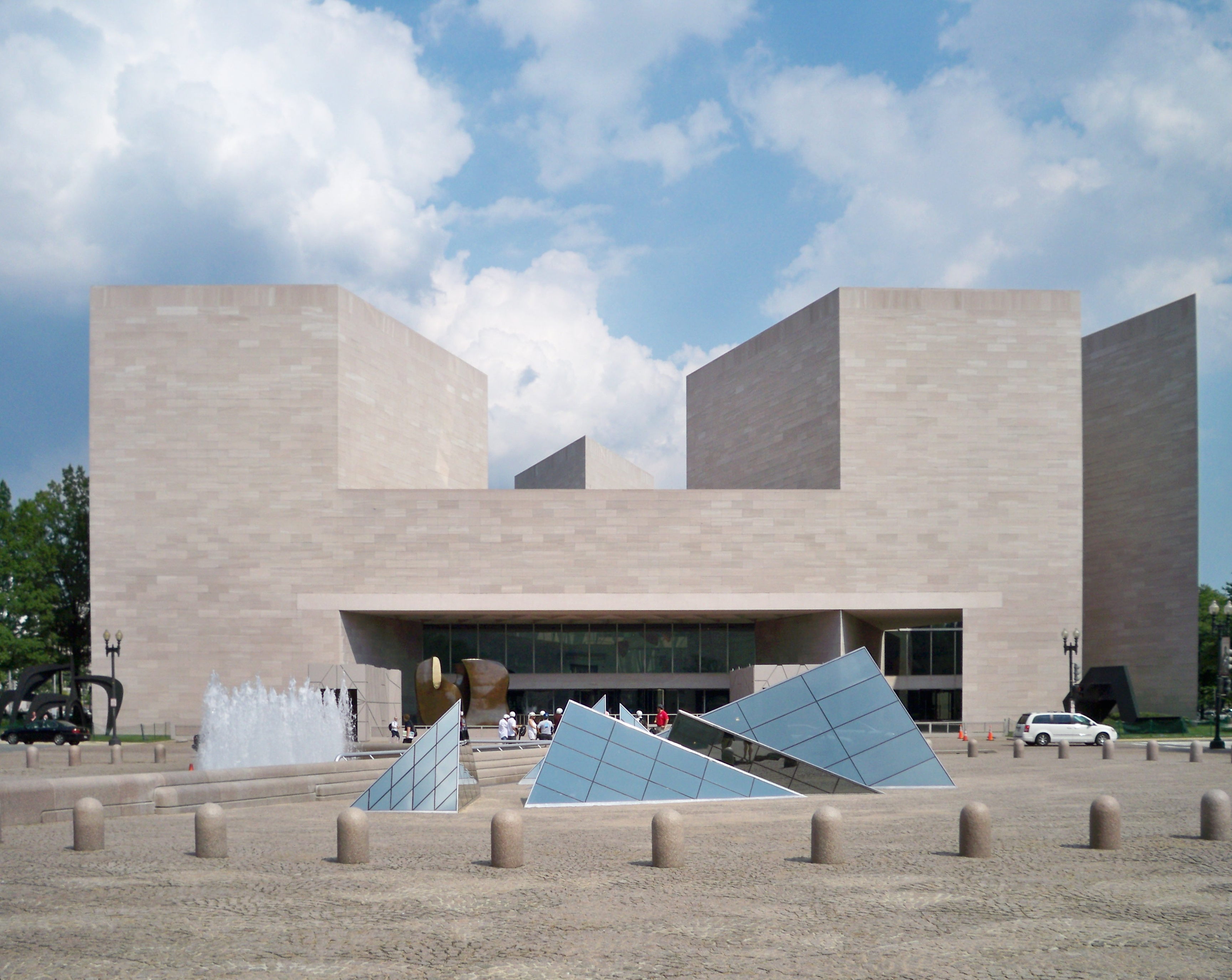
A revista Time publicou sua análise do projeto de Pei para o Edifício Leste "Obra-prima no Shopping".

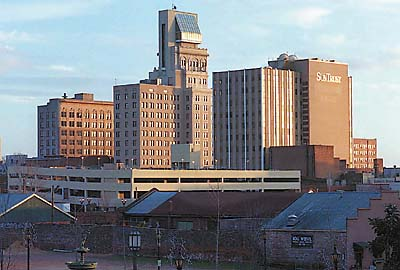
A distinta cobertura moderna em forma de pirâmide, projetada por Pei, que foi adicionada ao topo do histórico Lamar Building em 1976.

Primeiro grande reconhecimento da Pei veio com o Laboratório Mesa no Centro Nacional de Pesquisa Atmosférica em Colorado (projetado em 1961, e concluída em 1967). Sua nova estatura o levou a ser escolhido como arquiteto-chefe da Biblioteca John F. Kennedy em Massachusetts. Ele passou a projetar a Prefeitura de Dallas e o Edifício Leste da Galeria Nacional de Arte. Ele retornou à China pela primeira vez em 1975 para projetar um hotel em Fragrant Hills, e projetou o Bank of China Tower, em Hong Kong, um arranha-céu em Hong Kong para o Banco da Chinaquinze anos depois. No início dos anos 1980, Pei foi o foco de controvérsia quando projetou uma pirâmide de vidro e aço para o Louvre em Paris. Mais tarde, ele retornou ao mundo das artes projetando o Morton H. Meyerson Symphony Center em Dallas, o Museu Miho no Japão, Shigaraki, perto de Kyoto, e a capela da escola: MIHO Institute of Aesthetics, o Museu de Suzhou em Suzhou, Museu de Arte Islâmica do Qatar e Museu de Arte Moderna do Grão-Duque Jean, abreviado para Mudam, em Luxemburgo.

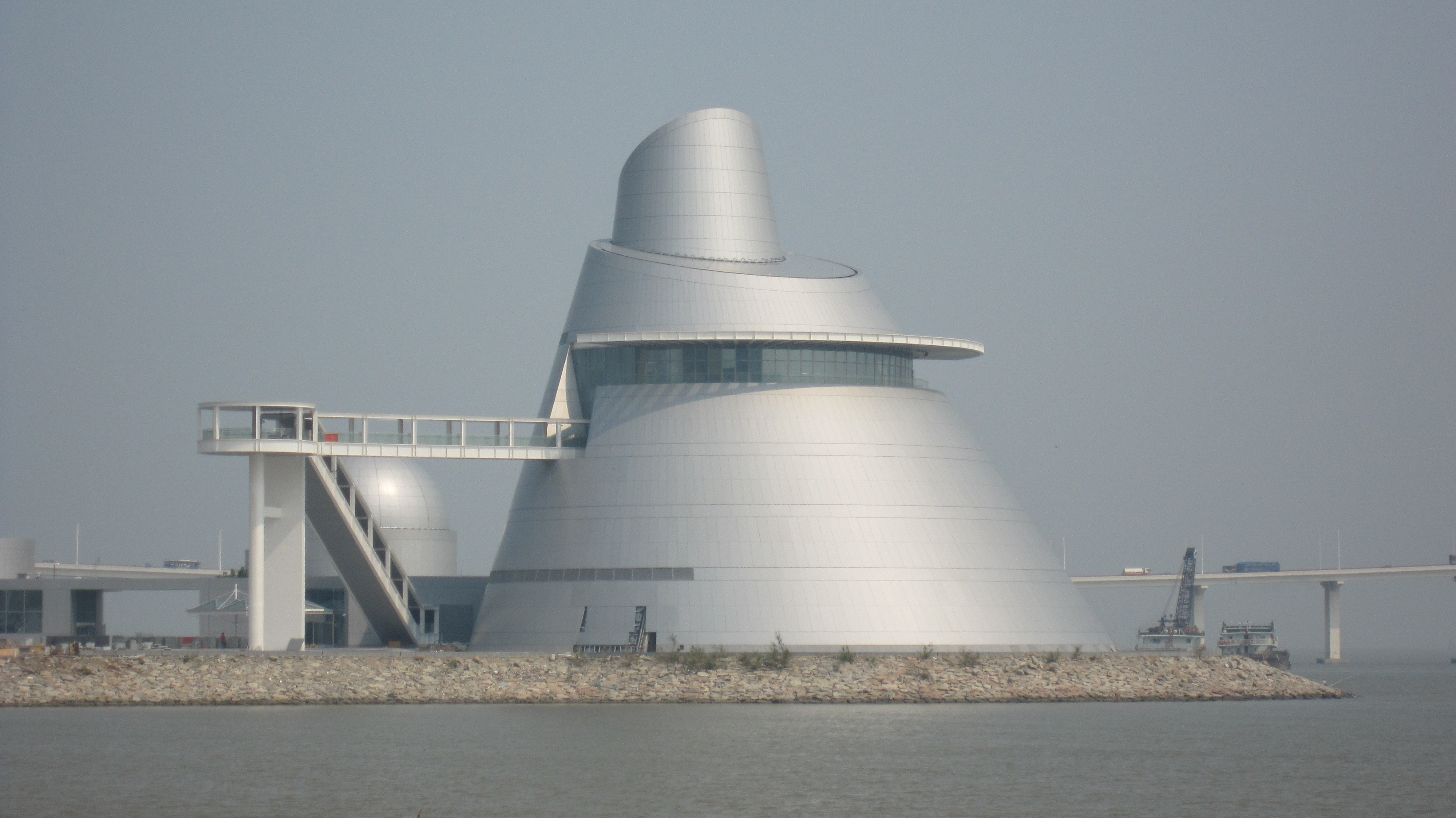
O Centro de Ciência de Macau, desenhado por Pei Partnership Architects em associação com IM Pei

Pei ganhou uma grande variedade de prêmios e prêmios no campo da arquitetura, incluindo a Medalha de Ouro AIA em 1979, o primeiro Praemium Imperiale para Arquitetura em 1989 e o Prêmio pelo Conjunto da Obra do Cooper-Hewitt, Museu Nacional de Design em 2003. Em 1983, ele ganhou o Prêmio Pritzker, que às vezes é chamado de Prêmio Nobel de Arquitetura.